# باول فيرتشايلد
باول فيرتشايلد (بالإنجليزية: Paul Fairchild)‏ هو لاعب كرة قدم أمريكية أمريكي، ولد في 14 سبتمبر 1961 في كارول في الولايات المتحدة.

## وصلات خارجية
- باول فيرتشايلد على موقع مرجع كرة القدم المحترفة.كوم (الإنجليزية)